# Ulmus glabra

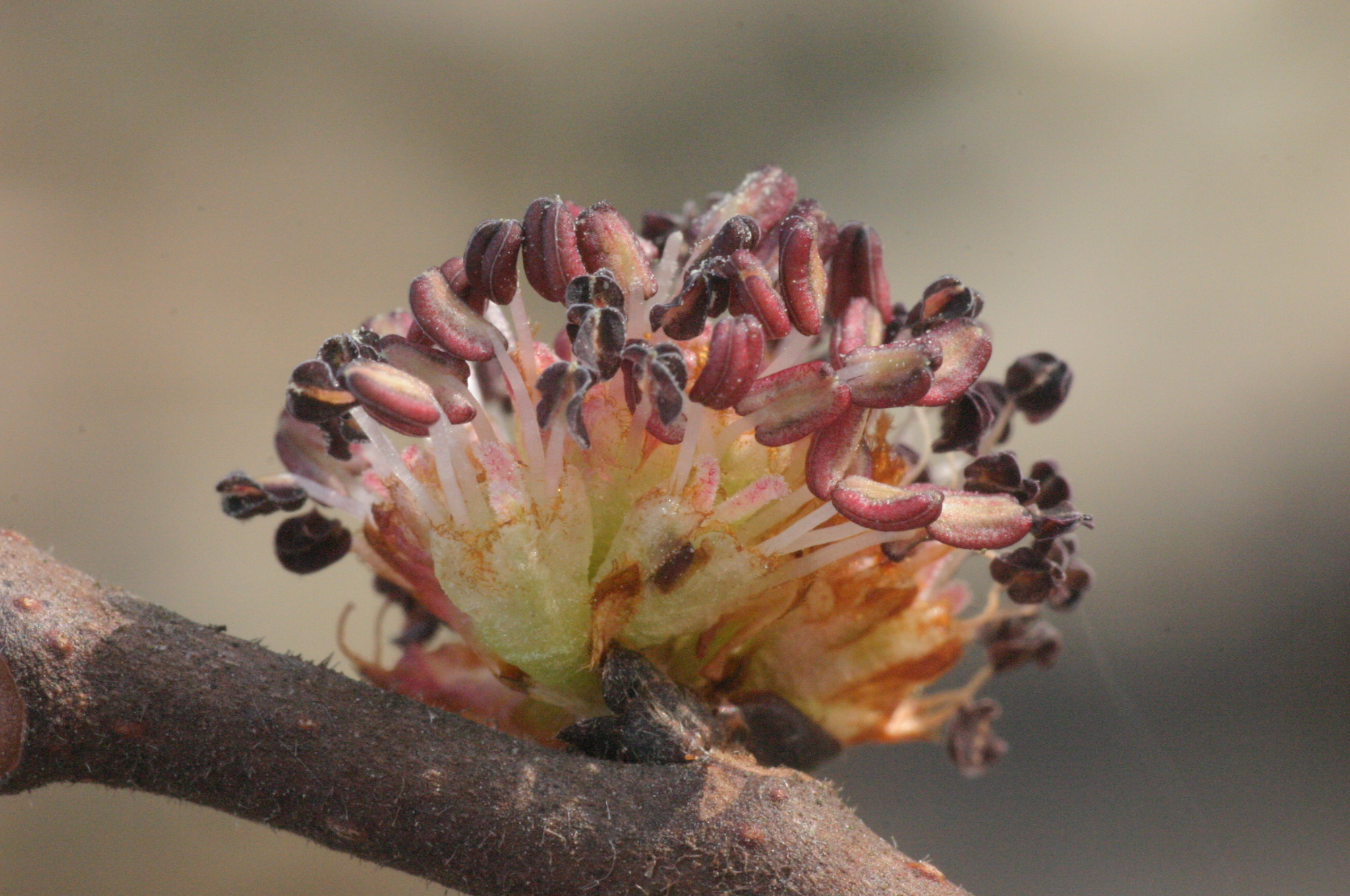
Flores.

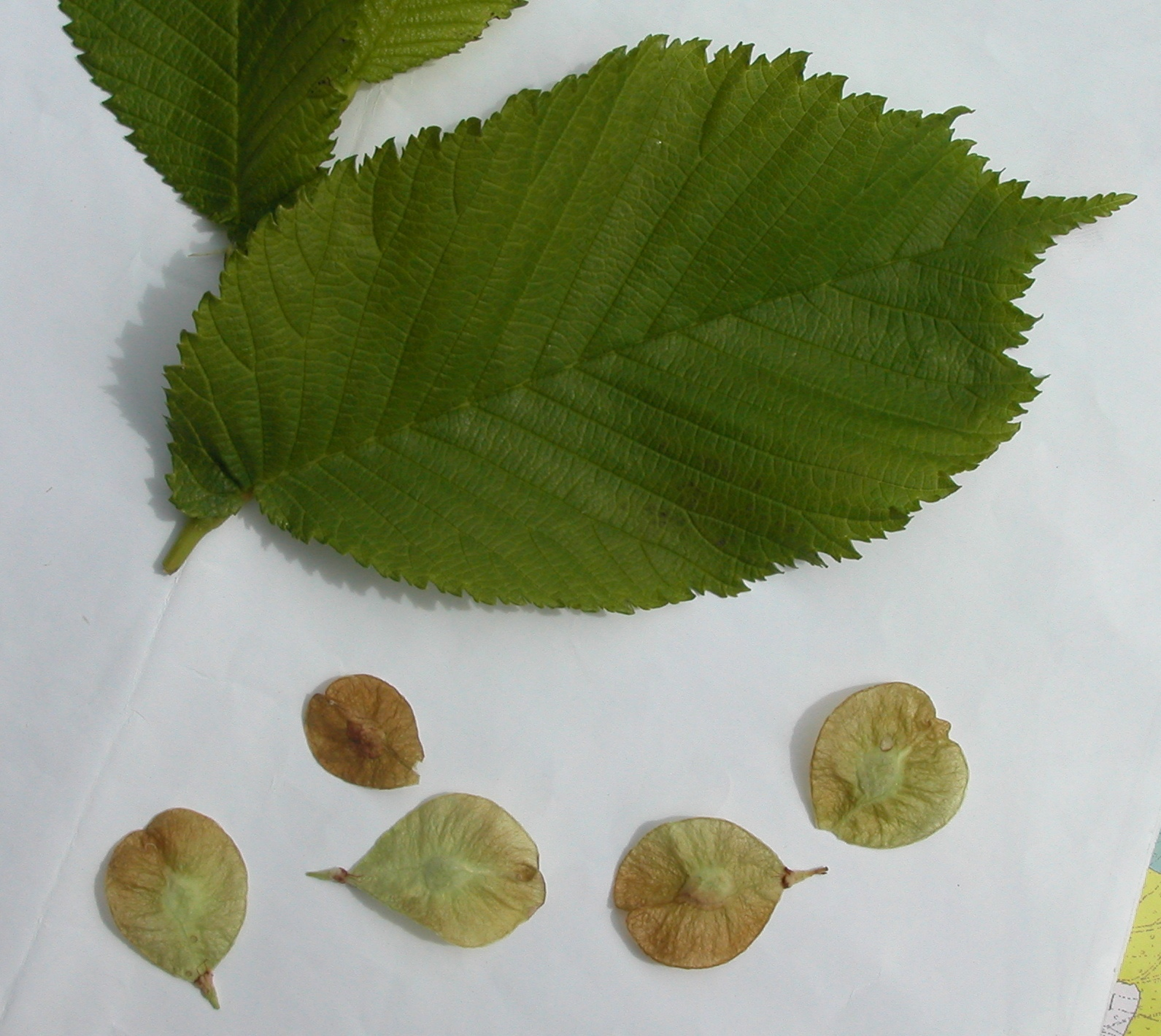
Hojas asimétricas y sámaras.

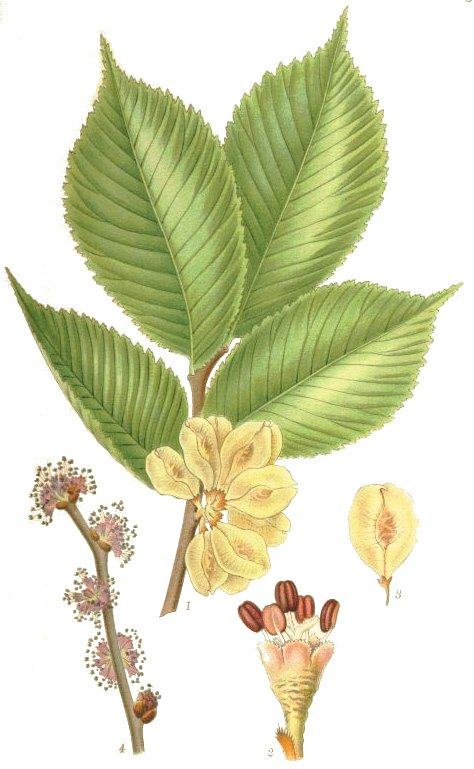
Ilustración en Carl Lindman, Bilder ur Nordens Flora, 1917–1926.

El olmo montano, olmo de monte u olmo de montaña (Ulmus glabra), entre otros, es un árbol de la familia de las ulmáceas, típico de las montañas de toda Europa.

## Características
El tronco se eleva recto y puede llegar a los 40 metros de altura, con una corteza más fibrosa que la del olmo común. Es un árbol de hojas estipuladas simples, alternas y caedizas, aserradas, muy asimétricas en la base y largamente acuminadas que presenta frecuentemente un saliente a cada lado. Las flores, inconspicuas, hermafroditas y apétalas, aparecen en grupitos de 10-20 antes que las hojas, es decir, a principios de la primavera.  Los frutos (sámaras) - que son un elemento importante para la determinación específica - tienen forma suborbícular con un tamaño de unos 2,5 por 2 cm, alas de bordes lisos y semilla en posición central.

## Distribución y hábitat
Este olmo se encuentra desde la península ibérica hasta el Cáucaso, los Apeninos, el sur de Bretaña y Noruega. En el centro y norte de Europa crece a altitudes más bajas. Es el tipo de olmo más común en Escandinavia. 

### Distribución en España
Se trata de un árbol escaso en España, que crece habitualmente disperso o en pequeños rodales en bosques mixtos, hayedos o abetales, siempre en ambientes umbrosos. Prefiere los suelos frescos y pedregosos, al pie de cantiles y orillas de los ríos. Crece desde el nivel del mar hasta los 1800 m.
En España el olmo de montaña se distribuye por el norte, pero sobre todo en Cataluña y su zona pirenaica, si bien también en Aragón, País Vasco, Cantabria, Asturias y Galicia. También se puede encontrar en el Sistema Central. La zona más meridional en la que podemos encontrar este tipo de olmo está en las sierras de Segura y Cazorla en Jaén (Rossignioli & Génova, 2003).

## Subespecies y variedades
Algunos botánicos, en particular Lindquist
 (1931) han propuesto dividir la especie en dos subespecies:
- Ulmus glabra glabra. En la parte sur del área de distribución de la especie. Hojas anchas; árboles a menudo con un tronco corto y bifurcado y una corona baja y ancha.
- Ulmus glabra montana (Stokes) Lindqvist. En la parte norte del área de distribución (Gran Bretaña septentrional, Escandinavia). Hojas más estrechas; árboles normalmente con un largo tronco único y una corona alta y estrecha.

Sin embargo, hay mucha superposición entre las poblaciones en estos rasgos y la distinción puede deberse a la influencia medioambiental, más que a una variación genética; las subespecies no son aceptadas por, entre otros, Flora Europaea y Flora Ibérica.

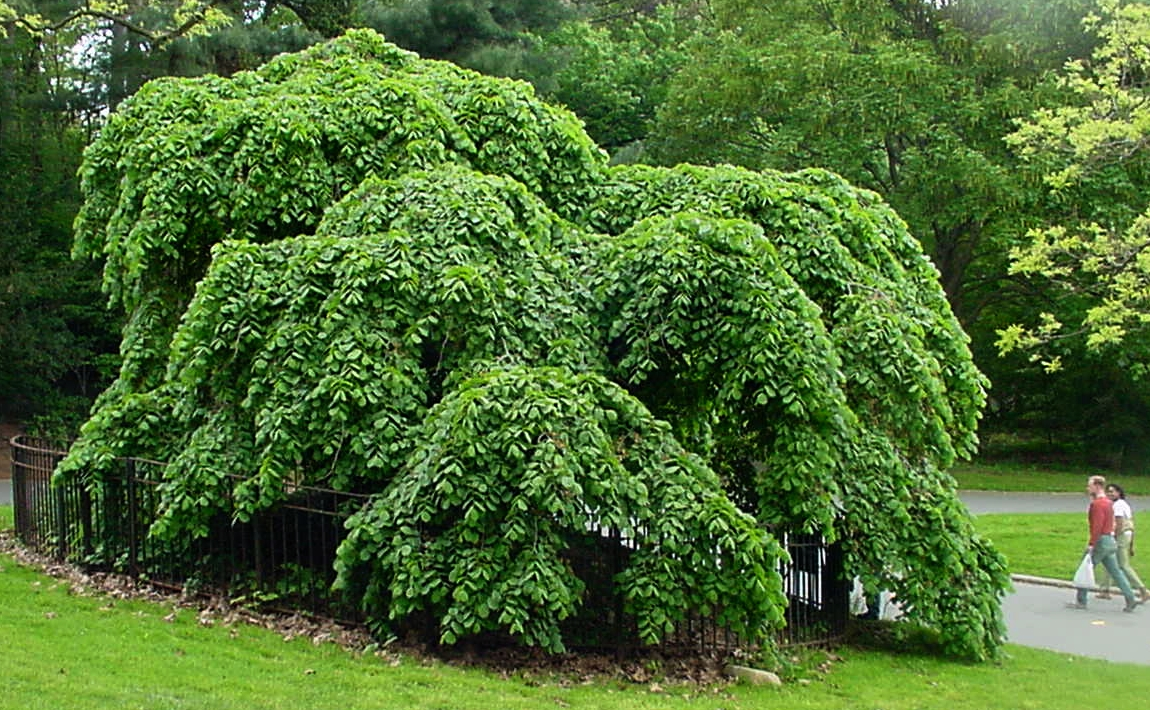
«Olmo de Camperdown», con ramas colgantes.

Cerca de 40 cultivares se han logrado aunque muchas, al menos 30, probablemente se hayan perdido para el cultivo como consecuencia de la grafiosis y otros factores. Entre ellos cabe citar dos con ramas colgantes:
- Ulmus glabra 'Camperdownii' («Olmo de Camperdown»), con copa en forma de sombrilla;
- Ulmus glabra 'Pendula', llamado Olmo llorón, con copa muy abierta y mayor crecimiento.

## Taxonomía
Ulmus glabra fue descrito por William Hudson y publicado en Flora Anglica 95. 1762.
Citología
Tiene un número de cromosomas de 2n=28
Etimología
Ulmus: nombre genérico que es el nombre clásico latino para el olmo.
glabra: epíteto latino que significa "glabra, sin pelos"
Sinonimia
- Ulmus campestris L.
- Ulmus campestris var. latifolia Aiton
- Ulmus glabra var. horizontalis (G.Kirchn.) Dippel
- Ulmus horizontalis Loudon nom. inval.
- Ulmus latifolia Moench
- Ulmus montana With. nom. illeg.
- Ulmus montana var. pendula Loudon
- Ulmus montana var. pendula-variegata Hartwig & Rümpler
- Ulmus podolica Klokov
- Ulmus scabra Mill.
- Ulmus scabra f.horizontalis (G.Kirchn.)
- Ulmus scabra f. pendula (Loudon) Dippel
- Ulmus sukaczevii Andrews[9]

## Nombres vernáculos
Almorteja, lameda, llamera, negrillo, olma, olmo, olmo de montaña, olmo de monte, olmo montano, xameira.
- almudela, negrillo, olmo común, panipez.[11]